# Lenguas mien
Las lenguas miénicas (o mien o mienh), también llamadas lenguas yao (瑶), son habladas por los pueblos yao extendidos por China, Vietnam, Laos y Tailandia.

## Clasificación
Las lenguas miéncias son una de las ramas primarias de las lenguas hmong-mien siendo la otra las lenguas hmong (algunos autores postulan que el she constituiría por sí mismo una tercera rama independiente).

### Ratliff (2010)
Martha Ratliff (2010:3) ha propuesto la siguiente clasificación interna para este subgrupo:
- Miénico
  - Iu mien, 840 000 hablantes
  - Kim mun, 400 000 hablantes
  - Biao min, 43 000 hablantes en Guangxi
  - Dzao min, 60 000 hablantes en Guangdong

### Matisoff (2001)
Matisoff propuso en 2001 una clasificación diferente, donde algunas de las variedades más divergentes son consideradas como lenguas diferenciadas:
- Mienic (Yao)
  - Biao–Jiao:
    - Biao Min
    - Chao Kong Meng
    - Moxi

  - Mian–Jin:
    - Biao Mon
    - Iu Mien
    - Kim Mun

  - Zaomin: Dzao Min

## Comparación léxica
Los numerales en diferentes lenguas mien son:
| GLOSA | Biao-Jiao | Biao-Jiao      | Biao-Jiao | Mian-Jin | Mian-Jin | Mian-Jin | Mian-Jin | Zaomin   | PROTO- MIEN |
| GLOSA | Biao Min  | Chao Kong Meng | Moxi      | Biao Mon | Iu Mien  | Ao Biao  | Kim Mun  | Dzao Min | PROTO- MIEN |
| ----- | --------- | -------------- | --------- | -------- | -------- | -------- | -------- | -------- | ----------- |
| '1'   | i33       | ji35           | i33       | no35     | jet12    | jit43    | a33      | a44      | *jit33      |
| '2'   | wəi33     | vi33           | wei33     | i33      | i33      | vi33     | i35      | vi42     | *ʔui33      |
| '3'   | pau33     | bɔu33          | pəu33     | pu33     | pwo33    | pu33     | ʔpɔ35    | bu42     | *puəA1      |
| '4'   | pləi33    | pli33          | pɣɯi33    | plei33   | pjei33   | pje33    | pjei35   | pɛi42    | *plei33     |
| '5'   | pla33     | pla53          | pɤa33     | pla33    | pja33    | pla33    | pja35    | pjɛ42    | *plaː33     |
| '6'   | klɔ53     | klɔ35          | kɤɔ55     | kju53    | tɕu55    | kwo43    | kjo35    | tɔu44    | *klu(ʔ)D1   |
| '7'   | ni42      | ŋi13           | ɕi31      | ŋi22     | sje13    | ȵi11     | ȵi42     | ȵi22     | *ɲiC1       |
| '8'   | hjɛn42    | jæ22           | hjɯ53     | jaːt21   | ɕet12    | jat32    | jet55    | dzat22   | *h-jatD2    |
| '9'   | iu31      | tɕu55          | du53      | du21     | dwo31    | du31     | du33     | ku53     | *duəA2      |
| '10'  | ȶʰan42    | tɕæ22          | tɕʰwa53   | sjəp21   | tsjop12  | ɕep32    | ʃap42    | sjɛp22   | *tʂjapD2    |